# Stăpânul lumii (film din 1934)
Stăpânul lumii (titlu original: Der Herr der Welt) este un film SF german  din 1934 regizat de Harry Piel. În rolurile principale joacă actorii Walter Janssen, Sybille Schmitz, Aribert Waescher.

## Distribuție
- Walter Janssen ca Dr. Heller
- Sybille Schmitz ca Vilma, seine Frau
- Walter Franck ca Prof. Wolf
- Aribert Wäscher ca Geheimrat Ehrenberg
- Siegfried Schürenberg ca Werner Baumann
- Willi Schur ca Karl Schumacher, Steiger
- Gustav Püttjer ca Becker, Bergmann
- Klaus Pohl ca Stöppke, Bergmann
- Oskar Höcker ca Luppe, Bergmann
- Max Gülstorff ca Neumeier, Berginspektor
- Otto Wernicke ca Wolter, Oberingenieur
- Hans Hermann Schaufuß ca Fischer, Bürodirektor